# 공공사업

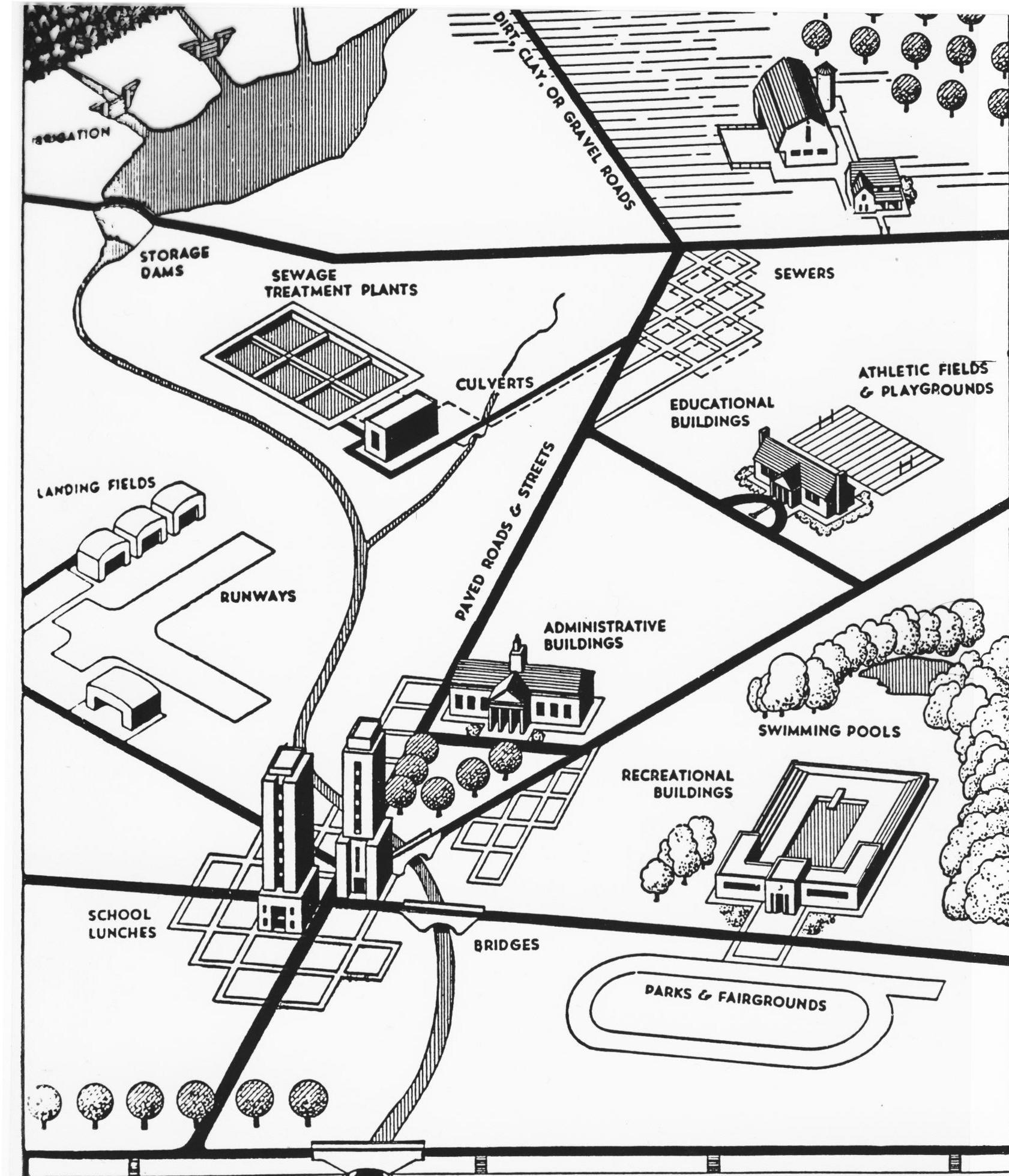
1940년 미국 정부 포스터. 공공사업진흥국의 성과를 요약한 모습.

공공사업(公共事業)이란 나라에서 하는 공공의 이익을 위한 일이다. 국가는 공공사업을 통해 빈곤층에게 직업을 재공하고 국민들의 만족도를 높인다. 공공사업은 더 나은 사회를 위해 레크리에이션, 고용, 의료, 안전을 목적으로 정부가 자금을 대고 건설이 이루어지는 기반 시설 프로젝트의 큰 분류이다.
공공사업은 고대부터 장려되어 왔다. 이를테면, 로마 황제 네로는 디플레이션 기간 중에 다양한 기반 시설 프로젝트의 건설을 장려하였다.

## 토목공사
토목공사(土木工事)는 토사의 처리를 행하는 공사로서, 굴착(掘鑿)·운반·정지(整地) 등의 작업이 있다. 그 밖에 암석을 처리하는 암석공사도 있다. 전에는 대개의 경우 인력(人力) 이외에는 운반차나 트럭에 의존할 뿐이었으나 2차대전 후에는 갖가지 건설기계가 널리 사용되게 되었다.

## 같이 보기
- 전자입찰
- 기반 시설
- 공공재
- 뉴딜